# Beatriz Kimpa Vita
Kimpa Vita, batejada amb el nom de Beatriz i coneguda popularment com a Dona Beatriz (c. 1684 – juliol de 1706), va ser una profetessa religiosa congolesa i la líder del moviment cristià conegut com a antonianisme. Els seus principis religiosos i ensenyaments van sorgir principalment dels de l'Església Catòlica.

## Infància
Beatriz Kimpa Vita va néixer cap a 1684 prop de la Muntanya Kibangu, al Regne del Congo, en una regió que forma part de l'actual Angola. La seva família pertanyia a la noblesa del regne, probablement de la classe aristocràtica Mwana Kongo, i va ser batejada probablement poc després de néixer, atès que el Congo era un regne catòlic des de feia ja dos segles. Alguns erudits moderns creuen que estava vinculada al rei António I (monarca entre 1661 i 1665), qui va morir en la batalla de Mbwila (Ulanga) en 1665, perquè el seu nom kikongo, Vita un Nkanga connecta amb el seu nom. No obstant això, no pot haver estat filla seva, donada la seva data de naixement, i la teoria basada en el seu nom kikongo és poc sostenible, alhora que cap document de l'època esmenta la possible relació familiar entre ella i el monarca.
Al moment del seu naixement, el Regne del Congo es trobava esguerrat per la guerra civil. Aquestes guerres havien començat poc després de la mort de António I i havien conduït, entre altres coses, a l'abandó de l'antiga capital, São Salvador (actual Mbanza Kongo), en 1678 i a la divisió del país entre els diferents pretendents rivals al tron.
Segons el seu testimoniatge, recollit en una recerca sobre la seva vida i reportat pel missioner caputxí Bernardo da Gallo, Beatriz tenia visions, fins i tot en la seva joventut i al costat del fracàs d'alguna relació afectiva la van conduir a una més profunda vida espiritual. D'altra banda Kimpa Vita va ser instruïda en algun moment de la seva joventut per ser nganga marinda (sanador o xaman tradicional), una persona que segons la concepció tradicional congolesa és capaç de comunicar-se amb el món sobrenatural. Els nganga estaven aleshores vinculats al culte kimpasi, un culte de sanació que va florir a la fi del segle XVII al Congo. No obstant això, en algun moment al voltant de 1700, va renunciar al seu paper i es va acostar a les opinions de l'Església Catòlica.

## Inici de la seva predicació
Beatriz es va anar a viure entre els colons enviats a São Salvador pel rei Pedro IV, un dels diversos governants rivals del Congo, per tornar a ocupar l'antiga capital ara abandonada. Existia un gran fervor religiós entre els colons, que estaven cansats de les interminables guerres civils al país, i molts s'havia convertit en seguidors d'una anciana profetessa, Appolonia Mafuta, que predicava que Déu castigaria al Congo.
Durant el transcurs d'una malaltia que va patir en 1704, Beatriz va afirmar haver rebut visions de Sant Antoni de Pàdua, i quan, com es va informar posteriorment al pare Bernardo, va morir i Sant Antoni va entrar en el seu cos i es va fer càrrec de la seva vida, ella va començar a predicar. La popular profetessa Appolonia Mafuta la va recolzar, afirmant que ella era la veritable veu de Déu. A partir d'aquest moment, ella creia que tenia una connexió especial amb Déu, i entre altres coses, afirmava morir tots els divendres i passar el cap de setmana en el Cel per parlar amb Déu, després del que tornava a la terra el dilluns. Així, es va assabentar que el Congo havia d'unificar-se sota un nou rei, atès que les guerres civils que havien assolat el país des de la batalla de Mbwila en 1665 havien provocat la ira de Crist. Ella va assegurar rebre l'ordre divina de construir un catolicisme específicament congolès i unir el Congo sota un mateix rei. Va intentar posar-se en contacte amb els pretendents al tron, Pedro IV i el seu principal rival João II, però tots dos es van negar a escoltar-la. No obstant això, en poc temps va ser capaç de reunir un nombre important de seguidors i es va convertir en un factor important en la lluita de poder. El seu moviment va reconèixer el prevalgut del Papa, però era hostil contra els missioners europeus (principalment portuguesos) al Congo.
Estant a São Salvador, ciutat en la qual ella i els seus seguidors es van instal·lar en 1705, es va construir una residència especial per a ella en l'antiga catedral catòlica, que per llavors ja es trobava en ruïnes, i també va cridar als seus milers de seguidors, en la seva majoria camperols, a tornar a ocupar l'antiga capital. No obstant això, aviat es va guanyar el suport d'algun dels membres de la noblesa congolesa, com Pedro Constantinho Kibenga da Silva, comandant d'un dels exèrcits que Pedro IV va enviar a ocupar la ciutat, qui es va convertir públicament l' antonianisme. Això va provocar que Pedro IV, que havia estat fins llavors cautelosament neutral cap a ella, decidís destruir-la, molt més quan la seva pròpia esposa, Hipólita, s'havia convertit l' antonianisme.
Beatriz va enviar missioners del seu moviment a altres províncies del regne, els quals no van tenir molta sort a la província costanera de Soyo, on el Príncep els va expulsar, aconseguint molt més èxit en el sud de la part dissident de Soyo i Mbamba Lovata, que es trobava al sud de Soyo. Allí va guanyar conversos, especialment entre els partidaris de l'antiga reina Suzana de Nóbrega. Manuel Makasa, un d'aquests partidaris, també es va convertir i es va mudar a São Salvador.

## Principis religiosos
Gran part del seu ensenyament es coneix a partir de la Salve Antoniana, la seva principal oració, que va convertir la Salve, una oració catòlica, en un himne del moviment. Entre altres coses, la Salve Antoniana ensenya que Déu s'ocupa només de les intencions dels creients no dels sagraments o les bones obres, i que Sant Antoni era de fet, un "segon Déu". A més, va ensenyar que els personatges principals de la cristiandat, Jesús, Maria i Sant Francesc, van néixer al Congo i eren de fet congolesos, tirant en cara als sacerdots catòlics europeus que es neguessin a reconèixer això.

## Execució i conseqüències
Kimpa Vita va ser capturada prop de la seva ciutat natal i cremada a la capital temporal d'Evululu com heretge al juliol de 1706 per les forces lleials a Pedro IV. Va ser sentenciada sota les lleis congoleses com bruixa i heretge, amb el consentiment i consell dels frares caputxins Bernardo da Gallo i Lorenzo da Lucca.
El moviment profètic antonià va sobreviure a la seva mort. Els seus seguidors seguien creient que encara estava viva, i només quan les forces de Pedro IV van prendre São Salvador en 1709 la força política del seu moviment es va trencar, i la majoria dels seus adherents nobles van renunciar a les seves creences i es van reincorporar a l'església. Alguns veuen avui el kimbanguismo com el seu successor.